# 江上定義
江上 定義（えがみ さだよし、生没年不詳）は、愛知県海部郡市江村（現・愛西市南部と弥富市北部）出身の教育者・郷土史家。津島第一尋常高等小学校（現・津島市立南小学校）校長（1925年-1936年）。市江村長。

## 経歴
愛知県海部郡市江村（現・愛西市南部と弥富市北部）に生まれた。1925年（大正14年）に津島町（現・津島市）の津島第一尋常高等小学校（現・津島市立南小学校）の校長に就任し、在任時には『海部文華誌』の編纂に携わった。1932年（昭和7年）からは編纂委員として『津島町史』の編纂にも携わり、『津島町史』は6年後の1938年（昭和13年）に刊行されて日の目を見た。1936年（昭和11年）に校長の座を退任し、まずは津島町立図書館の館長に就任、『津島町史』が刊行されてからは三河地方の公共図書館の館長を歴任した。